# Erkännande (frimureri)
Erkännande är ett begrepp inom frimureri. Med ömsesidigt erkännande betecknas den process varmed olika frimurereiska storloger erkänner varandras existens. Erkännandet är en förutsättning för att man sinsemellan skall kunna ha någon form av utbyte och möjlighet att besöka varandras sammankomster. Storlogerna i olika länderna är nationellt självständiga. Någon internationell frimurerisk ”paraplyorganisation” finns inte. De enskilda storlogerna erkänner sålunda varandra en och en. När två storloger har erkänt varandra kallas det för att de har ”vänskapliga förbindelser”.
Erkännande hänger samman med de frimurereiska begreppen ”reguljär”, och ”lagligt grundad” som måste vara uppfyllda för att två storloger skall kunna erkänna varandra. En vanlig missuppfattning är att "erkännande" och "reguljär" är synonyma begrepp, vilket dock inte är korrekt.

## Reguljär
”Reguljär” är ett subjektivt begrepp som betyder olika från storloge till storloge. Enligt Andersons konstitution är en loge reguljär om den arbetar i enlighet med reglerna i sitt konstitutionsbrev. Även om olika storloger och jurisdiktioner har olika definitioner på vilka principer som ska vara uppfyllda för att man ska betraktas som reguljär, finns det ett antal grundläggande principer som de flesta är överens om är:
- Tron på ett högsta väsen
- Den heliga läran (Bibeln, Koranen, Tora etc.) ska ligga uppslagen under logesammankomster
- Endast män ska upptas som medlemmar
- Politiska eller religiösa tvistefrågor får inte behandlas vid logesammankomster.[2][4]

## Lagligt stiftad
Varje enskild frimurare är reguljär om han initierats i lagligt stiftad loge, det vill säga en loge som stiftats av ett visst minsta antal mästarebröder (Tre enligt vissa, fyra eller sju enligt andra traditioner) som upptagits till frimurare av en laglig loge. En lagligt grundad storloge är en storloge som konstituerats av tre lagligen stiftade loger, eller konstitueras av minst en annan lagligen grundad storloge.

## Erkännande

### Historik
Det finns ett antal olika grupper av frimurereriska jurisdiktioner som anser sig själva reguljära, och som erkänner andra som reguljära och även då anser andra att vara irreguljära. Eftersom det inte finns någon världsomspännande frimurereisk organisation skiljer sig kriterierna för vad som betraktas som reguljärt åt från storloge till storloge. Detta gör att ett system som vill erkänna ett annat system måste gå igenom varandras verksamhet för att se var det finns gemensamma ståndpunkter och vad som skiljer systemen åt. Detta gör att vissa system erkänner varandra som reguljära medan andra inte blir erkända (irreguljära loger). Det finns dock inga gemensamma regler, utan det ömsesidiga erkännandet är en process som måste fullgöras varje gång det är fråga om en ny, möjlig relation mellan två system. På samma sätt kan relationerna hävas mellan två storloger om något av dem ändrar sina allmänna lagar, sin konstitution, så att man inte längre uppfyller kraven.

#### Antients och Moderns
Den första frågan om ett lagligt erkännande uppstod i England 1753 då en grupp frimurare bildade logen Antient Grand Lodge of England och därmed skapade en alternativ storloge till den dittills i England allenarådande Premier Grand Lodge of England. År 1756 skrev  Laurence Dermott (1720–1791) en ny konstitution för Antients. Konstitutionen kallades Ahiman Rezon. Frimurare gick vid denna tid antingen under namnet Free and Accepted Masons, ungefär Fria och Antagna Murare (Moderns, geomatiska eller Gentlemannamurare, Huset Hannover), eller under beteckningen Ancient Free and Accepted Masons, ungefär Gamla Fria och Antagna Murare (Antients eller Atholska Murare, Jakobiter). Dessa två läger, Antients och Moderns, erkände inte varandra som frimurare. Konflikten fortgick fram till 1813 då, den 27 december detta år, man på Johannes Döparens dag gick samman och bildade storlogen United Grand Lodge of England. Sammangåendet stadfästes i Act of Union och konflikten upphörde därmed.

#### Hela Världens Store Byggmästare
År 1813, efter sammangåendet mellan 'Antients och Moderns, skapade den nybildade storlogen en ny konstitution som grundades på Andersons konstitution och Ahiman Rezon, vilka båda ställde krav på att bröderna accepterade tanken på en Great Architect of the Universe, det vill säga Hela Världens Store Byggmästare. 
Den franska storlogen Grand Orient de France anpassade sin konstitution i enlighet med den nya engelska konstitutionen för att underlätta ett ömsesidigt erkännande. År 1877, vid ett möte inom den franska storlogen, föreslog den protestantiske prästen Frédéric Desmons att referensen till Hela Världens Store Byggmästare skulle tas bort ur den franska konstitutionen. Bröderna ansåg att man genom denna åtgärd återtog den konstitution som James Anderson författat år 1723. De två första meningarna i den franska konsitutionen hade dittills lytt:

Dess frimureriska principer är Guds existens, själens odödlighet och mänsklig solidaritet. Den anser att varje man har oinskränkt rätt till en fri åsikt och utesluter ingen på grundval av dennes övertygelse.

Man ändrade formuleringen och den nya löd:

Dess principer är rätt till en fri åsikt och mänsklig solidaritet. Den utesluter ingen på grundval av dennes övertygelse.

Beslutet ledde till en brytning mellan Grand Orient de France och United Grand Lodge of England.
Sedan denna schism är frimureriet delat i två huvudriktningar: det liberala, eller adogmatiska frimureriet respektive det reguljära. Dessa huvudriktningar står inte i ett vänskapligt förhållande till varandra. Den franska respektive den engelska storlogen står emellertid som grundläggande modeller för frimureriets olika inriktningar.

### Nutid

#### Liberalt frimureri
Det liberala, eller adogmatiska, frimureriet är ett samlingsbegrepp på olika frimurareorganisationer som har det gemensamt att de har en ”liberal” eller ”adogmatisk” syn på vissa aspekter av frimureriet. Kretsen kring Grande Orient de France arbetar efter samvetsfrihet och ställer inga krav på religiös tro hos den sökande och medger därför medlemskap till både troende och ateister. De kräver inte att den Heliga Läran skall finnas i logerna under arbete och de tillåter politiska diskussioner samt att loger arbetar politiskt i vissa frågor. De tar också avstånd från frimureri som diskriminerar och utesluter medlemmar på grund av religion, ras eller kön.
Till liberalt frimureri räknas också det storloger som endast tillåter kvinnor eller de som tillåter både män och kvinnor att bli medlemmar (benämnt samfrimureri). Det finns alla olika kombinationer av tolkningar: de som har reguljär syn på religion och politik och som enbart tillåter män, enbart tillåter kvinnor samt tillåter både män och kvinnor, samt de som har en irreguljär syn på religion och politik och som enbart tillåter män, enbart tillåter kvinnor samt tillåter både män och kvinnor.
Storlogen i England (UGLE) erkänner sedan 1998 de två kvinnliga storlogerna The Order of Women Freemasons och The Honourable Fraternety of Ancient Freemasons som reguljära förutom det faktum att de består av kvinnor, det brukar kallas ”reguljär i praktiken” och visar på att även liberalt frimureri kan vara reguljärt.
Det finns flera så kallade erkännandefamiljer för liberalt och adogmatiskt frimureri, grupperingar av storloger som erkänner varandra som reguljära och ger möjlighet till internationellt utbyte.
Det två största är CLIPSAS (Centre de Liaison et d'Information des Puissances Maçonnique Signataires de l'Appel de Strasbourg) och utbrytarorganisationen SIMPA (Secrétariat international Maçonnique des Puissances Adogmatiques). CLIPSAS består av 55 storloger från hela världen och SIMPA av 21.
International Masonic Union Catena är en internationell sammanslutning av frimurarorganisationer som består av storloger och fristående loger och är öppen för loger som arbetar i de tre symboliska graderna, accepterar kvinnor som medlemmar eller besök av kvinnliga frimurare samt kräver en tro på ett Högsta Väsen av sina medlemmar.
Samfrimurarorden, Le Droit Humain, är en internationell frimurarorden som accepterar både män och kvinnor som medlemmar. De arbetar i Skotska riten. I Skandinavien och Storbritannien kräver Le Droit Humain en tro på ett Högsta Väsen, men i övriga världen är det inte ett krav.

#### Reguljärt frimureri
De loger som följer frimureriets gamla landmärken kallas reguljära. Om två suveräna reguljära storloger vill upprätta vänskapliga förbindelser och ha möjlighet att besöka varandra kan de erkänna varandra. Den största grupperingen av reguljära storloger som erkänner varandra ömsesidigt är de storloger som Storlogen i England (UGLE) erkänner.

##### Förenade Storlogen i England (UGLE)
De flesta storloger som erkänner varandra ömsesidigt är erkända av en eller flera av de i det här sammanhanget mest inflytelserika storlogerna, det vill säga Storlogen i England (United Grand Lodge of England), Storlogen i Skottland (Grand Lodge of Scotland) och Storlogen i Irland (Grand Lodge of Ireland.) '. Erkännandet grundar sig på kriterier som går under namnet Basic Principles for Grand Lodge Recognition, ungefär Grundläggande principer för erkännande av storloger som de tre logerna tog fram gemensamt och stadfäste 4 september 1929. Reglerna var dock i sig inte nya, utan hade växt fram gradvis under minst 150 år dessförinnan:
- En loges legitimitet bestäms av en lagligen erkänd storloge och tre eller fler lagligen erkända loger.
- En tro på ett högre väsen och dennes uppenbarade vilja skall vara ett måste för medlemskap i logen
- Att alla recepienter skall svära sin ed på eller i full åsyn av den öppnade Volume of Sacred Law (VSL kan vara den religiösa bok som majoriteten av medlemmarna ser som sin heliga skrift. Alternativt kan flera olika ligga framme), vilket innebär att recepientens samvete är bundet till den himmelska uppenbarelsen.
- Att medlemskap i storlogen endast är öppet för män och att ingen storloge får ha några frimureriska förbindelser av något slag med samfrimureriska loger eller loger som är öppna för kvinnor.
- Att storlogen är suverän över logerna i sin jurisdiktion (sitt system), det vill säga att storlogen är en ansvarsfull, oberoende och självstyrande enhet med exklusiv och icke ifrågasatt auktoritet over arbetsgraderna (lärling, medbroder och mästare) inom sin jurisdiktion; och att den inte lyder under eller delar denna auktoritet med ett Högsta Råd eller någon annan instans som säger sig kontrollera eller övervaka dessa grader.
- Att de tre frimureriska ljusen (VSL, Vinkelhaken och Passaren) alltid skall vara framtagna när storlogen eller dess underlydande loger har sammankomst. VSL har därvid den största betydelsen.
- Att religion och politik under inga omständigheter får diskuteras i loge.
- Att frimureriska landmärken, seder och bruk strikt skall följas.[16]

Ett första försök att kodifiera det lagliga erkännandet gjordes av James Anderson i dennes Constitutions från 1723 och innehåller ett antal grundläggande principer. Dr. Albert Mackey fortsatte detta arbete 1856 och identifierade då 25 frimureriska landmärken eller karakteristika som sedan fått vitt spridd acceptans i USA.
Storlogen i England anser sig vara den äldsta storlogen som fortfarande existerar eftersom den räknar sitt ursprung i Storlogen i London och Westminster som grundades 1717 av fyra lokala loger i London. Tre av dessa fyra loger finns fortfarande: United Grand Lodge of England No. 2, No. 4 och No. 12. Ovanligt nog arbetar dessa utan det sedvanliga tillståndet och har därtill vissa interna ämbeten och regler som skiljer sig något från storlogens konstitution. Eftersom de är äldre än den äldsta storlogen och att deras respektive invigningsdatum är okända, omnämns dessa loger som "uråldriga". Efter 1717 har flera storloger grundats och sökt lagligt erkännande från Förenade Storlogen i England (UGLE), vilket gjort detta till måttstock för hur erkännande går till.
Om det finns flera storloger i ett land, vilket är mycket vanligt, erkänns vanligtvis bara en av dem. Övriga storloger kan vara både lagliga och reguljära, men i och med de inte är erkända får de inte besökas. Därför har det också växt fram alternativa erkännandegrupper för reguljära storloger, varav den största är GLUDE (Confédération des Grandes Loges Unies d'Europe).
År 2007 förtydligade Storlogen i England (UGLE) sina Grundläggande principer för erkännande av storloger med att man inte ser något problem med att flera storloger delar på ett territorium så länge de gör det i samförstånd.
I Sverige är Svenska Frimurare Orden samt de loger som arbetar i Sverige under Storlogen i Finland erkända av UGLE.

##### GLUDE
GLUDE (Confédération des Grandes Loges Unies d'Europe) bildades som en storlogekonfederation år 2000 för reguljära storloger som arbetar i den Urgamla och antagna riten (skotska riten) och består av 15 storloger i främst Europa med Grand Loge de France som seniorstorloge. GLDF har av historiska skäl loger även i länder utanför Europa.
I Sverige har Svenska Frimurare Lägret besöksrätt hos storloger anslutna till GLUDE.
GLUDE har antagit ”sju principer” för vad man menar är frimureri:
- Frimureriet är en reguljär och traditionell initiatoriskt order baserad på världsomspännande broderskap.
- det arbetar till Världens Store Byggmästares ära.
- De tre stora ljusen, Den Heliga Läran, passaren och vinkelhaken ska finnas på altaret under logearbetet. Löften ska avläggas vid de tre stora ljusen.
- Den reguljäre och traditionelle frimuraren är odelat lojal mot sitt land.
- I loge är all splittrande diskussion om religion och politik förbjuden.
- De gamla plikterna från Anderssons konstitution ska följas.
- frimureriet samlar män med gott rykte på en plats som endast tillåter frimurare för att arbeta i en traditionell ritual som inspirerats av bibliska texter som berör byggande av templet i Jerusalem och de huvudpersoner som var med.[19]

## USA
I USA har varje delstat en storloge som leder och övervakar logerna inom delstaten och som på så sätt är suverän och oberoende inom sin jurisdiktion. Grand Lodge of Massachusetts var den första storlogen och grundades 1733. Den var den tredje storlogen i världen så långt, näst efter storlogerna i England och på Irland. Dessa amerikanska storloger omnämns vanligen som reguljära loger eller "mainstream lodges". Det finns ingen nationell storloge. Nästan alla storloger i USA erkänner varandra och United Grand Lodge of England, dock med undantag av logerna i Ohio och West Virginia som är irreguljära. 
Utöver dessa loger har de flesta stater också en suverän och oberoende storloge inom Prince Hall-frimureriet som är eller var i huvudsak afroamerikanskt. Under lång tid erkände inte de reguljära logerna Prince Hall-frimureriet och ansåg att de var irreguljära. Under 1990- och 2000-talet har situationen förändrats och idag erkänner de flesta reguljära storlogerna och Prince Hall-logerna varandra. De reguljära storlogerna och Prince Hall-logerna (år 2011) erkänner inte varandra i Arkansas, Florida, Georgia, Louisiana, Mississippi, South Carolina, Tennessee, Virginia och West Virginia. United Grand Lodge of England har erkänt Prince Hall-logerna i de stater där de reguljära storlogerna och Prince Hall-logerna erkänt varandra. 
Tidigare och traditionellt har begreppet "exklusiv jurisdiktion" tillämpats, det vill säga att det bara skall finnas en suverän och oberoende storloge i en jurisdiktion. Detta gör förekomsten av två reguljära storloger inom samma jurisdiktion (delstat) ovanligt.
Det finns många organisationer och frimurarliknande sammanslutningar i USA men som inte erkänns av vare sig United Grand Lodge of England eller respektive delstats reguljära storloge eller Prince Hall-storloge. Dessa organisationer och/eller loger anses irreguljära.

### The Commission on Information for Recognition
I USA finns The Commission on Information for Recognition sedan 1952 som samlar information om olika storloger. De tar inte ställning till om en storloge ska erkännas eller inte, utan granskar om storlogen i fråga uppfyller kraven för att betraktas som reguljär.